# هايبورت الدقم
هايبورت الدقم مشروع صديق للبيئة في المنطقة الاقتصادية الخاصة بالدقم والواقعة في الدقم في سلطنة عمان، يستهدف إنتاج كمية كبيرة من الهيدروجين الصديق للبيئة من الطاقة المتجددة وذلك كوقود مستقبلي وتصدير هذه المنتجات عبر ميناء الدقم إلى العالم ويقع المشروع في مساحة 150 كم مربع في المنطقة الاقتصادية الخاصة بالدقم ومن المخطط تشغيله في العام 2026م
وهذا المشروع هو شراكة بين شركة أوكيو للطاقة البديلة في سلطنة عمان ودي إي إم إي كونسيشنز في بلجيكا ، وهو يشكل نموذجًا للشراكة الاستراتيجية بين سلطنة عُمان ومملكة بلجيكا

## الموقع
يقع المشروع في موقع قريب من ميناء الدقم وتحديدا بالقرب من رصيف نقل السوائل وذلك لتسهيل تصدير المنتجات السائبة، كما وسيقوم بإنتاج الهيدروجين الأخضر من خلال عملية «التحليل الكهربائي» وذلك من الطاقة المتولدة من المصادر المتجددة.

## مراحل المشروع

### المرحلة الأولى
خلال المرحلة الأولى من المشروع سيتم إنشاء مصنع لإنتاج الهيدروجين الأخضر والذي ستبلغ طاقته الاستيعابية 250 إلى 500 ميجا واط في المنطقة الاقتصادية الخاصة في الدقم، وسيعمل المشروع على تلبية الطلب العالمي على الهيدروجين الأخضر ومشتقاته، كما تضم هذه المرحلة إنشاء سلسلة قيمة كاملة من الطاقة إلى المنتج تستخدم تقنية هي الأولى من نوعها على مستوى العالم مع إنتاج كميات تجارية كبيرة من الهيدروجين الأخضر والأمونيا الخضراء.

### المرحلة الثانية
تطوير وتوسعة سلسلة القيمة بحيث يتم تحويل المنطقة الاقتصادية الخاصة بالدقم إلى مركز لإنتاج الهيدروجين الأخضر في السلطنة والمنطقة

### المراحل اللاحقة
يتضمّن المشروع بناء سلسلة قيمة كاملة من الهيدروجين الأخضر بداية من التركيب وإنتهاءً بإنتاج 1.3 جيجا واط من الطاقة المتجددة باستخدام الطاقة الشمسية وطاقة الرياح (المرحلة الأولى) ومرورًا بإنتاج الهيدروجين الذي يعتمد على المنحلات الكهربائية والأمونيا الخضراء الصناعية.